# Winterbach (Baden-Württemberg)
Winterbach település Németországban, azon belül Baden-Württembergben. Lakosainak száma 7686 fő (2023. december 31.).

## Népesség
A település népessége az elmúlt években az alábbi módon változott:
| Lakosok száma | 4428 | 5196 | 6033 | 6509 | 6651 | 7542 | 7688 | 7837 | 7561 | 7686 |
|               | 1961 | 1967 | 1974 | 1980 | 1987 | 1993 | 2000 | 2006 | 2013 | 2023 |